# Brasovskij rajon
Il Brasovskij rajon (in russo Брасовский район?) è un rajon dell'Oblast' di Brjansk, nella Russia europea; il capoluogo è Lokot'. Istituito nel 1929, ricopre una superficie di 1.210 chilometri quadrati e nel 2010 ospitava una popolazione di 22.396 abitanti.